# Jack Oakie
Jack Oakie (Lewis Delaney Offield: Sedalia, 12 de noviembre de 1903 - Los Ángeles, 23 de enero de 1978) fue un actor estadounidense. 
Su familia se trasladó a Oklahoma. Este sería el origen de su nombre artístico: "oakie" es la manera coloquial de denominar a los oriundos de ese Estado. Otra mudanza familiar les instala definitivamente en Nueva York, donde el joven Lewis consigue trabajo como telefonista en una empresa de Wall Street. En 1920 salva la vida milagrosamente en un atentado terrorista contra el edificio del Tesoro, situado en ese barrio neoyorquino. Después de mostrar su talento como cómico en una gala benéfica organizada por su empresa, debuta profesionalmente en Broadway y hacia 1930 salta a Hollywood. Sus aptitudes como cantante y bailarín las contrapone con su talento para la comedia: así logra papeles, tanto secundarios como protagonistas, en musicales y comedias durante los treinta y principios de los cuarenta. Su enorme ego, así como un carácter colérico y a menudo ofensivo, le causaron muchos problemas con los grandes estudios: tras ser expulsado de la RKO en 1938, se vio forzado a unas vacaciones de dos años hasta que Charles Chaplin lo contrató para encarnar al dictador de Bacteria en la película El gran dictador. Por su papel fue candidato al Óscar. En los cuarenta hizo personajes secundarios de contrapunto cómico, aunque aún trabaja con regularidad; en los cincuenta, sus apariciones cinematográficas se hacen esporádicas y comienza a aparecer en televisión (en la serie Bonanza, por ejemplo).

## Premios y distinciones
Premios Óscar
| Año  | Categoría              | Película         | Resultado |
| ---- | ---------------------- | ---------------- | --------- |
| 1941 | Mejor actor de reparto | El gran dictador | Nominado  |